# Rhopalomyia tianschanica
Rhopalomyia tianschanica är en tvåvingeart som beskrevs av Fedotova 1995. Rhopalomyia tianschanica ingår i släktet Rhopalomyia och familjen gallmyggor.
Artens utbredningsområde är Kazakstan. Inga underarter finns listade i Catalogue of Life.